# Herberto Helder

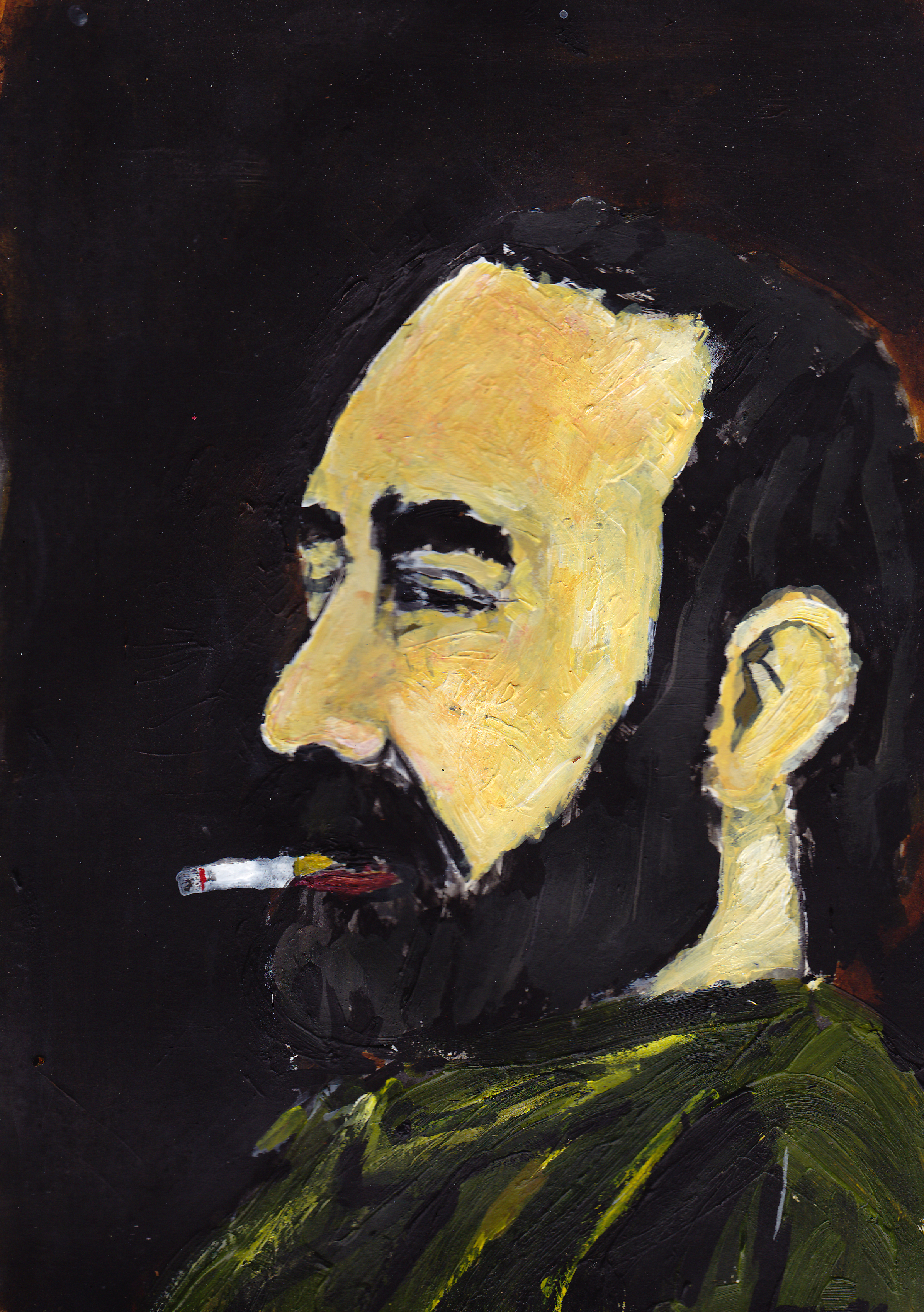
Porträt Herberto Helders von Frederico Penteado (2010)

Herberto Helder (eigentlich Herberto Hélder de Oliveira, * 23. November 1930 in Funchal, Madeira; † 23. März 2015 in Cascais) war ein portugiesischer Dichter.

## Leben
Herberto Helder wuchs in einer Familie jüdischer Herkunft auf, mit 16 siedelte er nach Lissabon über. Er studierte Rechts- und Geisteswissenschaften an der Universität in Coimbra, brach das Studium jedoch vorzeitig ab. Später arbeitete er für eine Bank und als Werbeagent.
Er veröffentlichte vor allem Lyrikbände, aber auch Prosa. Helder gilt als bedeutender Vertreter der neueren portugiesischen Experimentallyrik. Zusammen mit António Aragão gab er 1964 die erste Anthologie Poesia Experimental in der Reihe Cadernos de Hoje im Verlag MONDAR heraus. Herberto Helder sorgte dafür, dass seine Gedichtbände nur in kleiner Auflage gedruckt wurden und verbat sich Neuauflagen. Dies entsprach seiner Einstellung, die Texte seien vergänglich. Da er gleichzeitig davon überzeugt war, Texte seien stets veränderbar, erschienen jedoch Gedichte mehrfach in überarbeiteter Form. Auch mit Materialien für die Presse ging Herberto Helder sparsam um. Es gibt sehr wenige Fotos von und Interviews von ihm. Auch wünschte er keine Ehrung in Form von Benennungen von Straßen, Schulen, oder Plätzen nach ihm.
1994 wurde Helder mit dem portugiesischen Kulturpreis Prémio Pessoa ausgezeichnet.

## Werke

### Lyrik
- O Amor em visita (1958)
- A colher na boca (1961)
- Poemacto (1961)
- Lugar (1962)
- Electronicolirica (1964)
- Húmus (1967)
- Retrato em movimento (1967)
- O bebedor nocturno (1968)
- O ofício cantante (1968)
- Cobra (1977)
- Photomaton e vox (1979)
- Poesia toda (1981)
- A cabeça entre as mãos (1982)
- As Magias (1987)
- Última Ciência (1988)
- Do Mundo (1994)
- Poesia Toda (1996)
- Ou o poema contínuo: súmula (2001)
- Ofício Cantante – Poesia Completa (2009)
- Servidões (2013)
- A Morte Sem Mestre (2014)

### Prosa
- Os Passos em Volta (1963)
- Apresentação do Rosto (1968)
- A Faca Não Corta o Fogo (2008)

## Werke auf Deutsch
- Die Schritte ringsum. Erzählungen. (Original: Os passos em volta.) Übersetzt von Markus Sahr. Leipzig: Edition Erata 2007, ISBN 3-86660-009-7.